# Zabrotes bexarensis
Zabrotes bexarensis là một loài bọ cánh cứng trong họ Bruchidae. Loài này được Kingsolver miêu tả khoa học năm 1990.